# Referéndum de Belice de 2019
El referendum sobre el diferendo territorial entre Belice y Guatemala se llevó a cabo el 8 de mayo de 2019, (originalmente se realizaría el 10 de abril de 2019) para pedir la mediación de la Corte Internacional de Justicia en el conflicto. El referéndum fue suspendido por la Corte Suprema de Belice en respuesta a un amparo del Partido Unido del Pueblo.
El objetivo del referéndum era preguntar a los beliceños si están de acuerdo en que Guatemala y su país soliciten a la Corte Internacional de Justicia resolver en definitiva el diferendo territorial, como parte de un compromiso suscrito en diciembre de 2008 entre ambos países. Guatemala realizó su consulta popular el 15 de abril de 2018 y, según lo establecido en los acuerdos anteriores, Belice debe organizar su referéndum seis meses después de que Guatemala haya realizado el suyo. En caso de que la población vote por el no, se convocará nuevamente a un referéndum en seis meses hasta que gane el sí, ya que ambos países están de acuerdo en que la única forma de solucionar el diferendo es por medio de la Corte Internacional de Justicia.

## Pregunta
En un principio, la pregunta propuesta fue:

Texto original: "Do you agree that any legal claim of Guatemala against Belize relating to land and insular territories and to any maritime areas pertaining to these territories should be submitted to the International Court of Justice for final settlement and that it determines finally the boundaries of the respective territories and areas of the parts?"

Traducción del inglés: ¿Está de acuerdo que cualquier reclamo legal de Guatemala en contra de Belice sobre territorios continentales e insulares y cualesquiera áreas marítimas correspondientes a dichos territorios sea sometido a la Corte Internacional de Justicia para su resolución definitiva y que esta determine las fronteras de los respectivos territorios y áreas de las partes?

Con las siguientes opciones de respuesta:

Inglés: Sí / No

## Antecedentes
La disputa se inició en 1859, a partir de la firma del Acuerdo anglo-guatemalteco de 1859. El territorio reclamado por Guatemala comprende desde el río Sarstún, en el sur, hasta el río Sibún, al norte; el cual comprende aproximadamente 11 030 km². Las proporciones del reclamo se basan en que el territorio de Belice debería comprender los territorios cedidos por España a Gran Bretaña en el Tratado de París de 1783 de 1482 km² y en la segunda concesión en 1786 de 1883 km²; además del territorio propio de Belice de 4323,964 km². Por lo que el restante territorio no reconocido sería parte de Guatemala y por lo tanto estaría siendo ocupado ilegalmente por Gran Bretaña.
A lo largo de la historia, Guatemala ha hecho innumerables intentos por resolver la disputa territorial, encontrando siempre la oposición primero de Gran Bretaña y posteriormente de Belice, por lo que considera la evidente conveniencia de mantener el statu quo de ocupación ilegítima del territorio de Belice. Aunque en 1999, el gobierno de Guatemala reconoció la independencia de Belice, éste se refería a la determinación del pueblo beliceño, pero dejó pendiente el asunto del diferendo territorial.

### Consulta popular

Territorio beliceño no disputado
Territorio disputado en la actualidad

Así, Guatemala y Belice se proponían celebrar el 6 de octubre de 2013 una consulta popular simultánea para que sus poblaciones decidan si se lleva el centenario litigio territorial que mantienen hasta la Corte Internacional de Justicia. Guatemala reclama a Belice 12,272 km², que representan más de la mitad del territorio (22,965 km²) de la antigua colonia británica.
En abril de 2013 el gobierno de Guatemala suspende el referéndum aduciendo que el gobierno de Belice cambió los requisitos para que un referéndum sea válido cuatro meses antes agregando el siguiente texto:

“No obstante lo dispuesto en esta ley o cualquier otra ley, ningún referéndum será válido a menos que el 60 por ciento de los electores registrados en el país entero o en un distrito particular o área donde el referéndum se planea realizar, según sea el caso, han emitido sus votos”

Y solicitó a ese país y a la OEA que se dé marcha atrás en esas reformas, ya que de lo contrario el referéndum no se llevaría a cabo en iguales condiciones como fue pactado y el resultado se vería afectado.

## Resultados
| Referéndum sobre el diferendo territorial Resultados |                              |         |       |
| Opción                                               | Opción                       | Votos   | %     |
|                                                      | Sí                           | 53 388  | 55.37 |
|                                                      | No                           | 43 029  | 44.63 |
|                                                      |                              |         |       |
| Votos válidos                                        | Votos válidos                | 96 417  | 99.28 |
| Votos no válidos o en blanco                         | Votos no válidos o en blanco | 702     | 0.72  |
|                                                      |                              |         |       |
| Participación                                        | Participación                | 97 119  | 65.4  |
| Votantes registrados                                 | Votantes registrados         | 148 500 |       |
|                                                      |                              |         |       |
| Fuente:                                              |                              |         |       |